# Stenochrus davisi
Stenochrus davisi är en spindeldjursart som först beskrevs av Willis J. Gertsch 1940.  Stenochrus davisi ingår i släktet Stenochrus och familjen Hubbardiidae. Inga underarter finns listade i Catalogue of Life.